# پومسک ویلکی
پومسک ویلکی (به لهستانی:  Pomysk Wielki) یک روستا در لهستان است که در گمینا بتوو واقع شده‌است. پومسک ویلکی ۶۳۵ نفر جمعیت دارد.